# Sarah Everhardt
Sarah Everhardt (Cherry Point, 12 de noviembre de 2006) es una deportista estadounidense que compite en patinaje artístico, en la modalidad individual. Ganó una medalla de bronce en el Campeonato de los Cuatro Continentes de Patinaje Artístico sobre Hielo de 2025.

## Palmarés internacional
| Campeonato de los Cuatro Continentes | Campeonato de los Cuatro Continentes | Campeonato de los Cuatro Continentes | Campeonato de los Cuatro Continentes |
| Año                                  | Lugar                                | Medalla                              | Categoría                            |
| ------------------------------------ | ------------------------------------ | ------------------------------------ | ------------------------------------ |
| 2025                                 | Seúl (Corea del Sur)                 | Medalla de bronce                    | Individual                           |